# Maravilla Sur (Las Marías)
Maravilla Sur es un barrio ubicado en el municipio de Las Marías en el estado libre asociado de Puerto Rico. En el Censo de 2010 tenía una población de 1934 habitantes y una densidad poblacional de 205,99 personas por km².

## Geografía
Maravilla Sur se encuentra ubicado en las coordenadas 18°13′48″N 66°59′52″O / 18.23000, -66.99778. Según la Oficina del Censo de los Estados Unidos, Maravilla Sur tiene una superficie total de 9.39 km², que corresponden a tierra firme.

## Demografía
Según el censo de 2010, había 1934 personas residiendo en Maravilla Sur. La densidad de población era de 205,99 hab./km². De los 1934 habitantes, Maravilla Sur estaba compuesto por el 87.59% blancos, el 4.96% eran afroamericanos, el 0.26% eran amerindios, el 0.05% eran asiáticos, el 6.15% eran de otras razas y el 0.98% pertenecían a dos o más razas. Del total de la población el 99.74% eran hispanos o latinos de cualquier raza.